# Geografija Namibije
Z 824.292 km² je Namibija 34. največja država na svetu (za Venezuelo). Za Mongolijo je Namibija najredkeje poseljena država na svetu (2,7 prebivalca na km²). 

## Geografska območja
Namibijska pokrajina je sestavljena v glavnem iz petih geografskih območij, vsako ima značilne abiotske razmere in rastlinstvo, ki se ponekod razlikuje, ponekod pa je prekrivan: osrednja planota, puščava Namib, Veliki rob, obsežni ravniki in puščava Kalahari.

### Osrednja planota
Osrednja planota se razteza od severa proti jugu. Na severozahodu meji na Obalo okostij, na jugozahodu na puščavo Namib in njene obalne ravnice,  reko Oranje na jugu in puščavo Kalahari na vzhodu. Na planoti je najvišji namibijski vrh Königstein (Kraljevi kamen), 2606 metrov.  Na široki, ravni planoti živi večina prebivalcev Namibije in tu je večina gospodarskih dejavnosti. Tudi Windhoek, glavno mesto, je tu, pa tudi večina obdelovalnih površin. Čeprav obdelovalna zemljišča pokrivajo le 1 % Namibije, je skoraj polovica prebivalstva zaposlena v kmetijstvu. 
Abiotske razmere so podobne razmeram ob Velikem robu, vendar je topografska zapletenost manjša. Poletne temperature lahko dosežejo 40 °C, pozimi so pogoste zmrzali.

### Puščava Namib
Puščava Namib je ozemlje izjemno suhih prodnih ravnin in sipin. Razteza se vzdolž celotne obale, v širino pa med 100 do več sto kilometrov. Območja v puščavi vključujejo Obalo okostij, Kaokoveld na severu in obsežno namibsko peščeno morje ob osrednji obali.  Pesek, ki sestavlja peščeno morje, je posledica erozijskih procesov v dolini reke Oranje in na južnejših območjih. Vodotoki, ki s seboj nosijo ogromno peska, ga odložijo ob ustjih Atlantskega ocena, obalni tokovi pa ga raznesejo dalje. Prevladujoči jugozahodni vetrovi dvignejo in ga odložijo v obliki masivnih sipin na širokem peščenem morju, ki so največje peščene sipine na svetu. Na območjih, na katerih so zaradi rečnih strug peščene sipine zamejene, vetrovi razpihajo pesek in nastajajo velika kamnita območja. V puščavi je malo rastlinja, nekaj lišajev najdemo na prodnih ravnicah in v suhih rečnih strugah, v katerih korenine lahko dosežejo podzemno vodo.

### Veliki rob
Veliki rob se hitro strmo dvigne na več kot 2000 metrov. Povprečne temperature in temperaturna območja se povečajo, ko se premikamo proti notranjost proč od hladnega Atlantskega oceana, medtem ko se dolgotrajne obalne meglice počasi zmanjšujejo. Čeprav je območje kamnito s slabo razvitimi tlemi, je kljub temu precej plodnejše kot puščava Namib, ker so poletni vetrovi prisiljeni izločiti vlago kot padavine.  Voda je skupaj s hitro spreminjajočo se topografijo oblikuje mikrohabitate, ki ponujajo ogromno organizmov. Veliko je endemičnih. Rastlinstvo vzdolž roba se spreminja po obliki in gostoti, od gostih gozdov do grmičastih območij z razpršenimi drevesi. Najdemo številne vrste akacij, pa tudi trave in druge grmičaste rastline.

### Obsežni ravniki
Obsežni ravniki (angleško bushveld) so v severovzhodni Namibiji ob angolski meji in v Caprivijevem pasu, ki je ostanek ozkega prehoda, razmejenega za nemško cesarstvo za dostop do reke Zambezi. Območje ima bistveno več padavin kot drugje, v povprečju okoli 400 mm  letno. Temperature so tudi nižje in zmernejše, približna nihanja so med 10 in 30 °C. Območje je na splošno ravno, tla peščena, kar omejuje njihovo sposobnost zadrževanja vode.  V severnoosrednji Namibiji je ena najpresenetljivejših značilnosti narave Etoška kotanja. Večino leta je suha, slana pustinja, vendar v vlažnem obdobju nastane plitvo jezero, ki pokriva veliko več kot 6000 km². Območje je ekološko in življenjsko pomembno za veliko ptic in živali iz okoliške savane, ki se zbirajo, ko jih poletna suša prisili, okrog razpršenih vodnjakov, ki sestavljajo obročasto kotanjo. Območje bushveld je pri Svetovnem skladu za naravo (World Wildlife Fund) opredeljeno kot del angolskega mopanskega gozdnatega ekološkega območja, ki se razteza na sever čez reko Kunene v sosednjo Angolo.

### Puščava Kalahari
Puščava Kalahari je morda v Namibiji najbolj znana geografska posebnost. Sega v Južno Afriko in Bocvano. Ima zelo suhe peščene puščave do območij, kot je ekoregija Karoo. V njej raste več kot 5000 vrst rastlin, skoraj polovica je endemičnih, ter ena tretjina sukulent (sočnic) na svetu.
Razlog za to so lahko sorazmerno stabilne padavine.  V Karooju očitno ni redne suše, čeprav je območje v bistvu puščava. Redne zimske padavine zagotovijo dovolj vlage, ki jo potrebujejo te zanimive skupnosti rastlin. Druga značilnost Kalaharija, tudi veliko drugih delov Namibije, so osamelci, osamljene gore, ki ustvarjajo mikroklimo in habitat za organizme, ki niso prilagojeni življenju v okoliški puščavi.

### Namibijska obalna puščava
Namibijska obalna puščava je ena najstarejših puščav na svetu. Njene peščene sipine, ki so jih ustvarili močni kopenski vetrovi, so najvišje na svetu. 
Tukaj sta puščava Namib in narodni park Namib - Naukluft. Namibijska obalna puščava je najbogatejši vir diamantov na svetu, zaradi česar je Namibija največja svetovna proizvajalka draguljarskih diamantov. Razdeljena je na severno Obalo okostij in južno Diamantno obalo. Zaradi lege obale na točki, na kateri hladna voda Benguelskega toka doseže Afriko, je pogosta zelo gosta megla. 
Peščena plaža je na 54 % območja, mešanica peska in kamnin pa 28 %. Le 16 % celotne dolžine je skalnate obale. Obalne ravnice so polja sipin, gramozne ravnice so pokrite z lišaji in nekaj raztresenimi solinami. V bližini obale so območja, na katerih so sipine poraščene s posebno gostim prepredenim rastlinstvom.  Namibija ima bogate obalne in morske vire, ki so še vedno precej neraziskani.
- Kanjon Ribje reke
- Puščava Namib
- Namibski Veliki rob
- Puščava Kalahari
- Pogled na Windhoek
- Naravne barve na satelitski sliki namibijske obale

## Podnebje
Namibija ima več kot 300 dni sonca letno. Leži na južnem robu tropov; kozorogov povratnik deli državo približno na pol. Zima (junij–avgust) je običajno suha, deževno obdobje je poleti, krajša deževna obdobja so med septembrom in novembrom, daljša od februarja do aprila.  Vlažnost je nizka, povprečna količina padavin se giblje od skoraj nič v obalni puščavi do več kot 600 mm v Caprivijevem pasu. Padavine so zelo spremenljive, zato so suše pogoste. Zadnje slabo deževno obdobje je bilo poleti 2006/07.  Zaradi suhih zim zelo redko sneži. Zadnji sneg je bil na prelazu Spreetshoogte v parku Namib - Naukluft junija 2011. 
Ob obali prevladuje hladno vreme, Benguelski tok Atlantskega oceana teče na sever in prinaša zelo malo padavin (50 mm letno ali manj), pogosto je gosta megla in pozimi so na splošno nižje temperature kot v preostalem delu države. Občasno pihata gornik (bergwind ali oosweer), padajoči veter z gora v doline (afrikansko vzhodno vreme), ter vroč suh veter iz notranjosti proti obali. Ker je prostor za obalo puščava, se lahko ti vetrovi razvijejo v peščene viharje s peskom, ki se odlaga v Atlantski ocean, kar je vidno na satelitskih posnetkih. 
Osrednja planota in Kalahari imata dnevne temperature do 30 °C.
Efundja, letna poplava v severnih delih države, pogosto ne povzroča samo škode na infrastrukturi, ampak zahteva tudi življenja. Deževje, ki povzroča poplave, nastane v Angoli in se steka v Namibijo v Kuvelajsko kotlino in napolni ošane (ošivambsko poplavne ravnice). Najhujše poplave do zdaj so bile marca 2011, izseljenih je bilo 21.000 ljudi. 

## Urbanizacija
Glavno in največje mesto je Windhoek, ki je v središču države. Tu je sedež osrednje upravne regije, mednarodnega letališča Hosea Kutako in glavno železniško vozlišče. Druga pomembna mesta so:
- Arandis, rudnik urana
- Walvis Bay, pristanišče, mednarodno letališče, železniško križišče
- Ošakati, glavni poslovni center na severu, železniško križišče
- Otjivarongo, glavni poslovni center srednjega severnega dela, železniško križišče
- Lüderitz, pristanišče, železniško križišče
- Gobabis, kmetijski center
- Keetmanshoop, železniško križišče
- Tsumeb, rudarstvo
- Swakopmund, turizem (nekdanje nemško kolonialno mesto)
- Rundu
- Katima Mulilo

## Statistični podatki
Lega: meji na južni Atlantski ocean in je med Angolo in Južno Afriko
Geografske koordinate
22°00′S 17°00′E / 22.000°S 17.000°E
Zemljevid: Afrika
Površina
- skupaj: 824.292 km²
- kopno: 823.290 km²
- voda: 1002 km²

Kopenske meje
- skupaj: 3936 km
- mejne države: Angola 1376 km, Bocvana 1360 km, Južnoafriška republika 967 km, Zambija 233 km

Obala
- dolžina:1572 km

Morske pravice
- teritorialno morje: 12 morskih milj (22,2 km; 13,8 milje)
- sosednje območje: 24 morskih milj (44,4 km; 27,6 milje)
- izključno gospodarsko območje: 200 morskih milj (370,4 km; 230,2 milje)

Površje
- Večinoma je visoka planota; puščava Namib ob obali; puščava Kalahari na vzhodu. Na severu v bližini meje z Angolo je ravno območje, ki ga je Svetovni sklad za naravo razglasil za del angolske mopanske gozdnate ekološke regije.

Skrajne višine
- najnižja: Atlantski ocean 0 m
- najvišja: Königstein 2606 m

Naravni viri: diamanti, baker, uran, zlato, svinec, kositer, litij, kadmij, cink, sol, vodna energija, ribe 
- opomba: domnevne zaloge nafte, premoga in železove rude

Raba tal:
- plodna zemlja: 0,87 % (2011), 0,99 % (1998) 1 % (1993)
- stalna obdelava: 0,01 % (2011), 0 % (1998, 1993)
- drugo: 99,02 % (2011), 99,01 % (1998)

območje namakanja: 75,73 km² (2003), 70 km² (1998), 60 km² (1993)
skupaj obnovljivi vodni viri: 17,72 km³ (2011)
naravne nesreče: daljša obdobja suše
okolje – aktualna vprašanja: omejeni naravni viri sladke vode; širjenje puščav; divji lov prostoživečih živali; degradacija tal je povzročila nekaj zaščitenih območij
Okolje – mednarodni sporazumi
- podpisnica sporazumov o: antarktičnomorskih življenjskih virih, biološki raznovrstnosti, podnebnih spremembah, spremembah Kjotskega protokola, širjenju puščav, ogroženih vrstah, nevarnih odpadkih, pravu morja, varstvu ozonskega plašča, mokriščih;
- ratificirala ni nobenega navedenega sporazuma

## Skrajne točke države
Skrajne točke Namibije glede na smer neba so:
- najsevernejša točka – neimenovani kraj na meji z Angolo v reki Kunene zahodno od Epupskih slapov na območju Kunene
- najvzhodnejša točka – tromeja z Bocvano in Zambijo, območje ob reki Zambezi
- najjužnejša točka – neimenovani kraj v Pelli Drift na mejni reki Oranje z Južno Afriko, območje Karas
- najzahodnejša točka – neimenovan del obale, zahodno od Okotusa, Kunene